# Parviz Mahmoud
Parviz Mahmoud (en persan: پرویز محمود), né en 1910 et mort en 1996, est un compositeur et chef d'orchestre iranien naturalisé plus tard américain.

## Biographie
Parviz Mahmoud est le fils de l'écrivain et homme politique Mahmoud Mahmoud (Pahlavi). Il étudie la composition au conservatoire royal de Bruxelles. Il fonde l'orchestre symphonique de Téhéran en 1942 avec l'assistance depuis 1937 de Rouben Gregorian, formé au conservatoire de Paris, et dirige le conservatoire de Téhéran. C'est une personnalité-clef dans les années 1940 pour le développement de la musique académique en Iran. Fervent occidentaliste et pionnier de la musique classique dans son pays, il s'oppose à Ali-Nagui Vaziri qui souhaitait mettre l'accent sur la musique traditionnelle de son pays et qu'il remplace en 1946 comme directeur musical de l'orchestre de Téhéran.
Cependant il quitte l'Iran pour les États-Unis dans les années 1950 afin de parfaire sa formation. C'est ainsi qu'il défend sa thèse en 1957 à l'université de l'Indiana, intitulée Theory of Persian Music and Its Relation to Western Practice. À partir de 1958, il dirige l'orchestre symphonique de l'université de Dubuque dans l'Iowa, devenu en 1974 l'orchestre symphonique de Dubuque (en anglais : Dubuque Symphony Orchestra). Il en est le chef d'orchestre jusqu'en 1985.

## Quelques œuvres
- Suite persane pour orchestre
- Fantaisie kurde pour piano et orchestre
- Suite de Mehregan pour orchestre
- Concerto pour violon et orchestre